# 红巴基
红巴基（羅馬化：Krasnyye Baki）是俄罗斯下诺夫哥罗德州的市级镇、红巴基区行政中心，地处下诺夫哥罗德州北部，位于伏尔加河流域韦特卢加河畔，在州府下诺夫哥罗德东北方，北侧不远处有市级镇韦特卢日斯基。
该地2021年人口有7,274人；2010年人口7,295；2002年人口7,944；1989年人口8,456。